# Aéroport international Henry E. Rohlsen
L'aéroport international Henry E. Rohlsen (code IATA : STX • code OACI : TISX) est le deuxième aéroport de l'archipel des îles Vierges des États-Unis qui dessert l'île méridionale de Sainte-Croix. Celles de Saint-Thomas et de Saint John où est située la capitale Charlotte Amalie, sont desservies par un autre aéroport international.
L'aéroport se situe à 10 km au Sud-Ouest de Christiansted, la principale ville. Il était nommé auparavant aéroport Alexander Hamilton jusque dans les années 1980, où il a pris le nom de Henry E. Rohlsen, aviateur appartenant à la Tuskegee Airmen né sur l'île.
L'aéroport a connu un crash d'avion le 24 juillet 1979 où le vol Prinair Flight 610 s'est écrasé peu après le décollage, faisant huit victimes.